# Hedd Wyn
Hedd Wyn (bra Hedd Wyn - O Poeta do Armagedon) é um filme britânico de 1994, dos gêneros drama romântico-biográfico e guerra, dirigido por Paul Turner, com roteiro de Alan Llwyd e trilha sonora de John E. R. Hardy.

## Prêmios e indicações
Oscar 1995
- Indicado - Melhor filme em língua não inglesa[2]

## Sinopse
No País de Gales, o sonho do jovem poeta Hedd Wyn — um centenário evento de poesia — é roubado quando seu país o convoca para servir nas trincheiras da Primeira Guerra Mundial.

## Elenco
- Huw Garmon ....... Ellis Evans / Hedd Wyn
- Catrin Fychan ....... Magi Evans
- Ceri Cunnington .......  Bob Evans
- Llio Silyn .......  Mary Evans
- Grey Evans .......  Evan Evans
- Gwen Ellis ....... Mary Evans
- Emma Kelly .......  Enid Evans
- Sioned Jones Williams ....... Cati Evans
- Llyr Joshua ....... Ifan Evans
- Angharad Roberts ....... Ann Evans
- Geraint Roberts ....... R. Williams Parry
- Emlyn Gomer ....... Morris Davies